# Honda CBF 125
La Honda CBF 125 è una motocicletta della casa giapponese Honda, prodotta a partire dal 2008 negli stabilimenti indiani della sussidiaria Honda Motorcycle and Scooter India.

## Honda CBF 125
Nel mercato indiano, dove è stata commercializzata col nome di Honda Stunner, era disponibile sia in versione a carburatori che ad iniezione elettronica, quest'ultima identificata dalla sigla PGM-FI. Nel mercato europeo era disponibile solo la versione ad iniezione.
Prodotta dal 2008 con il nome di CBF 125, andava a rimpiazzare sul mercato europeo la CG 125, rimasta in produzione per oltre trent'anni.

## Honda CB 125F
Nel 2015 con il rinnovamento del telaio e delle carene viene rinominata assumendo la denominazione di Honda CB 125F.
Il telaio resta un monotrave in acciaio con semiculla inferiore, che conferisce un'inclinazione del cannotto di sterzo fissata a 26° e l'avancorsa da 97 mm, la carenatura diventa ancor più minimale, viene aggiornata la ciclistica con ruote da 18 pollici a 6 razze sdoppiate